# Kim Basinger
Kimila Ann "Kim" Basinger (født 8. december 1953 i Athens, Georgia, USA), er en amerikansk skuespiller og tidligere model.
Hun modtog i Oscar i 1998 for bedste kvindelige birolle i filmen L.A. Confidential.
Etnisk set er hun af tysk, irsk, svensk og cherokee afstamning.

## Filmografi

### Film
| Films that have not yet been released | Denotes films that have not yet been released |

| År   | Titel                         | Rolle                | Insturktør              | Noter                                             | Ref.   |
| ---- | ----------------------------- | -------------------- | ----------------------- | ------------------------------------------------- | ------ |
| 1981 | Hard Country                  | Jodie                | David Greene            |                                                   | [ 1 ]  |
| 1982 | Mother Lode                   | Andrea Spalding      | Charlton Heston         |                                                   | [ 1 ]  |
| 1983 | Never Say Never Again         | Domino Petachi       | Irvin Kershner          |                                                   | [ 1 ]  |
| 1983 | The Man Who Loved Women       | Louise Carr          | Blake Edwards           |                                                   | [ 1 ]  |
| 1984 | The Natural                   | Memo Paris           | Barry Levinson          |                                                   | [ 2 ]  |
| 1985 | Fool for Love                 | May                  | Robert Altman           |                                                   | [ 3 ]  |
| 1986 | 9½ Weeks                      | Elizabeth McGraw     | Adrian Lyne             |                                                   | [ 4 ]  |
| 1986 | No Mercy                      | Michele Duval        | Richard Pearce          |                                                   | [ 5 ]  |
| 1987 | Blind Date                    | Nadia Gates          | Blake Edwards           |                                                   | [ 6 ]  |
| 1987 | Nadine                        | Nadine Hightower     | Robert Benton           |                                                   | [ 7 ]  |
| 1988 | My Stepmother Is an Alien     | Celeste Martin       | Richard Benjamin        |                                                   | [ 8 ]  |
| 1989 | Batman                        | Vicki Vale           | Tim Burton              |                                                   |        |
| 1991 | The Marrying Man              | Vicki Anderson       | Jerry Rees              |                                                   |        |
| 1992 | Final Analysis                | Heather Evans        | Phil Joanou             |                                                   |        |
| 1992 | Cool World                    | Holli Would          | Ralph Bakshi            |                                                   |        |
| 1993 | The Real McCoy                | Karen McCoy          | Russell Mulcahy         |                                                   |        |
| 1993 | Wayne's World 2               | Honey Hornée         | Stephen Surjik          |                                                   |        |
| 1994 | The Getaway                   | Carol McCoy          | Roger Donaldson         |                                                   |        |
| 1994 | Ready to Wear (Prêt-à-Porter) | Kitty Potter         | Robert Altman           |                                                   |        |
| 1997 | L.A. Confidential             | Lynn Bracken         | Curtis Hanson           | Won the Academy Award for Best Supporting Actress |        |
| 2000 | I Dreamed of Africa           | Kuki Gallmann        | Hugh Hudson             |                                                   | [ 9 ]  |
| 2000 | Bless the Child               | Maggie O'Connor      | Chuck Russell           |                                                   |        |
| 2002 | 8 Mile                        | Stephanie Smith      | Curtis Hanson           |                                                   |        |
| 2002 | People I Know                 | Victoria Gray        | Daniel Algrant          |                                                   |        |
| 2004 | The Door in the Floor         | Marion Cole          | Tod Williams            |                                                   |        |
| 2004 | Elvis Has Left the Building   | Harmony Jones        | Joel Zwick              |                                                   |        |
| 2004 | Cellular                      | Jessica Martin       | David R. Ellis          |                                                   |        |
| 2006 | Even Money                    | Carolyn Carver       | Mark Rydell             |                                                   |        |
| 2006 | The Sentinel                  | Sarah Ballentine     | Clark Johnson           |                                                   |        |
| 2008 | The Burning Plain             | Gina                 | Guillermo Arriaga       |                                                   |        |
| 2008 | While She Was Out             | Della Myers          | Susan Montford          | Also executive producer                           | [ 10 ] |
| 2008 | The Informers                 | Laura Sloan          | Gregor Jordan           |                                                   | [ 11 ] |
| 2010 | Charlie St. Cloud             | Claire St. Cloud     | Burr Steers             |                                                   | [ 12 ] |
| 2012 | Black November                | Kristy               | Jeta Amata              |                                                   | [ 13 ] |
| 2013 | Third Person                  | Elaine Leary         | Paul Haggis             |                                                   | [ 14 ] |
| 2013 | Grudge Match                  | Sally Rose           | Peter Segal             |                                                   | [ 15 ] |
| 2014 | 4 Minute Mile                 | Claire Jacobs        | Charles-Olivier Michaud |                                                   | [ 16 ] |
| 2014 | The 11th Hour                 | Maria                | Anders Morgenthaler     |                                                   | [ 17 ] |
| 2016 | The Nice Guys                 | Judith Kuttner       | Shane Black             |                                                   | [ 18 ] |
| 2017 | Fifty Shades Darker           | Elena Lincoln        | James Foley             |                                                   | [ 19 ] |
| 2018 | Fifty Shades Freed            | Elena Lincoln        | James Foley             | Unrated version only                              | [ 19 ] |
| 2021 | Back Home Again               | Mother Bear (stemme) | Michael Mankowski       | Short film                                        | [ 20 ] |